# (46719) Plantade
(46719) Plantade (1997 PJ) – planetoida z pasa głównego asteroid okrążająca Słońce w ciągu 4,54 lat w średniej odległości 2,74 au. Odkryta 1 sierpnia 1997 roku.